# Hamza Alić
Hamza Alić (ur. 20 stycznia 1979 w Srebrenicy) – bośniacki lekkoatleta specjalizujący się w pchnięciu kulą.
Uczestnik olimpijskiego konkursu w Pekinie (2008) gdzie z wynikiem 19,87 nie awansował do finału. W 1998 bez powodzenia startował w mistrzostwach świata juniorów. Trzykrotnie brał udział w mistrzostwach globu – Helsinki 2005, Osaka 2007 oraz Berlin 2009. Dwa pierwsze występy kończył bez sukcesów, a w Berlinie zajął 9. miejsce. Reprezentant kraju w mistrzostwach Europy na stadionie – Monachium 2002 oraz Göteborg 2006. W 2006 i 2008 uczestniczył w halowych mistrzostwach świata. W roku 2009 nie awansował do finału turyńskich halowych mistrzostw Europy. Brązowy medalista igrzysk śródziemnomorskich w 2005 roku z wynikiem 19,49, 4 lata później sięgnął po srebro tej imprezy, a w 2013 ponownie zdobył brąz. W marcu 2013 został halowym wicemistrzem Europy.
Rekord życiowy: hala – 20,34 (1 marca 2013, Göteborg); stadion – 20,82 (7 czerwca 2017, Zenica).

## Osiągnięcia
| Rok  | Impreza                                | Miejsce        | Konkurencja    | Pozycja           | Wynik |
| ---- | -------------------------------------- | -------------- | -------------- | ----------------- | ----- |
| 2002 | II liga pucharu Europy                 | Belgrad        | pchnięcie kulą | 4. miejsce        | 17,83 |
| 2002 | Mistrzostwa Europy                     | Monachium      | pchnięcie kulą | el. – 24. miejsce | 17,29 |
| 2004 | II liga pucharu Europy                 | Nowy Sad       | pchnięcie kulą | 4. miejsce        | 18,30 |
| 2005 | Igrzyska śródziemnomorskie             | Malaga         | pchnięcie kulą | 3. miejsce        | 19,49 |
| 2005 | Mistrzostwa świata                     | Helsinki       | pchnięcie kulą | el. – 22. miejsce | 18,77 |
| 2006 | Halowe mistrzostwa świata              | Moskwa         | pchnięcie kulą | el. – 17. miejsce | 18,42 |
| 2006 | II liga pucharu Europy                 | Nowy Sad       | pchnięcie kulą | 2. miejsce        | 19,39 |
| 2006 | Mistrzostwa Europy                     | Göteborg       | pchnięcie kulą | el. – 27. miejsce | 18,15 |
| 2007 | II liga pucharu Europy                 | Zenica         | pchnięcie kulą | 2. miejsce        | 18,98 |
| 2007 | Mistrzostwa świata                     | Osaka          | pchnięcie kulą | –                 | NM    |
| 2008 | Halowe mistrzostwa świata              | Walencja       | pchnięcie kulą | el. – 9. miejsce  | 20,00 |
| 2008 | Zimowy puchar Europy w rzutach         | Split          | pchnięcie kulą | 3. miejsce        | 20,13 |
| 2008 | Igrzyska olimpijskie                   | Pekin          | pchnięcie kulą | el. – 17. miejsce | 19,87 |
| 2009 | Halowe mistrzostwa Europy              | Turyn          | pchnięcie kulą | el. – 11. miejsce | 19,41 |
| 2009 | III liga drużynowych mistrzostw Europy | Sarajewo       | pchnięcie kulą | 1. miejsce        | 19,97 |
| 2009 | Igrzyska śródziemnomorskie             | Pescara        | pchnięcie kulą | 2. miejsce        | 20,05 |
| 2009 | Mistrzostwa świata                     | Berlin         | pchnięcie kulą | 9. miejsce        | 20,00 |
| 2011 | Halowe mistrzostwa Europy              | Paryż          | pchnięcie kulą | el. – 9. miejsce  | 19,60 |
| 2011 | Zimowy puchar Europy w rzutach         | Sofia          | pchnięcie kulą | 1. miejsce        | 20,21 |
| 2011 | Mistrzostwa krajów bałkańskich         | Sliwen         | pchnięcie kulą | 2. miejsce        | 19,82 |
| 2011 | Mistrzostwa świata                     | Daegu          | pchnięcie kulą | el. – 18. miejsce | 19,70 |
| 2012 | Halowe mistrzostwa świata              | Stambuł        | pchnięcie kulą | el. – 20. miejsce | 18,80 |
| 2012 | Mistrzostwa Europy                     | Helsinki       | pchnięcie kulą | el. – 17. miejsce | 19,03 |
| 2013 | Halowe mistrzostwa Europy              | Göteborg       | pchnięcie kulą | 2. miejsce        | 20,34 |
| 2013 | Igrzyska śródziemnomorskie             | Mersin         | pchnięcie kulą | 3. miejsce        | 19,69 |
| 2013 | Mistrzostwa świata                     | Moskwa         | pchnięcie kulą | el. – 19. miejsce | 19,18 |
| 2014 | Mistrzostwa Europy                     | Zurych         | pchnięcie kulą | el. – 19. miejsce | 19,36 |
| 2015 | Halowe mistrzostwa Europy              | Praga          | pchnięcie kulą | el. –             | NM    |
| 2015 | III liga drużynowych mistrzostw Europy | Baku           | pchnięcie kulą | 1. miejsce        | 20,26 |
| 2015 | Mistrzostwa świata                     | Pekin          | pchnięcie kulą | el. – 28. miejsce | 18,62 |
| 2016 | Mistrzostwa Europy                     | Amsterdam      | pchnięcie kulą | el. – 13. miejsce | 19,61 |
| 2016 | Igrzyska olimpijskie                   | Rio de Janeiro | pchnięcie kulą | el. – 26. miejsce | 19,48 |
| 2017 | III liga drużynowych mistrzostw Europy | Marsa          | pchnięcie kulą | 1. miejsce        | 19,84 |
| 2017 | III liga drużynowych mistrzostw Europy | Marsa          | rzut dyskiem   | 5. miejsce        | 44,42 |
| 2017 | Mistrzostwa świata                     | Londyn         | pchnięcie kulą | el. – 32. miejsce | 18,95 |
| 2018 | Igrzyska śródziemnomorskie             | Tarragona      | pchnięcie kulą | 1. miejsce        | 20,43 |
| 2018 | Mistrzostwa Europy                     | Berlin         | pchnięcie kulą | el. – 20. miejsce | 19,34 |